# 빌 로퍼

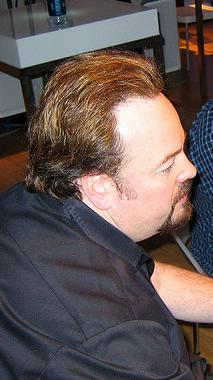

빌 로퍼(Bill Roper, 1965년 3월 27일 ~ )는 미국의 비디오 게임 디자이너이자 비디오 게임 프로듀서, 성우이다. 또한 AuthorDigital / Adept Games의 공동 설립자이자 CCO(Chief Creative Officer)이다.

## 게임 제목 모음
- 워크래프트 II: 타이드 오브 다크니스
- 워크래프트 II: 비욘드 더 다크 포탈
- 디아블로 (비디오 게임)
- 스타크래프트
- 스타크래프트: 브루드 워
- 워크래프트 II: 타이드 오브 다크니스
- 디아블로 II
- 디아블로 II: 파괴의 군주
- 워크래프트 III: 레인 오브 카오스
- 워크래프트 III: 레인 오브 카오스
- 헬게이트: 런던
- 스타 트렉 온라인